# Dasypteroma
Dasypteroma là một chi bướm đêm thuộc họ Geometridae.

## Các loài
- Dasypteroma thaumasia Staudinger, 1892